# Anoeket
Anoeket (Grieks: Anukis) was een godin uit het zuiden van Egypte en de cataracten. Ze werd al vanaf het Oude Rijk vereerd in de regio van Aswan, aldaar was ze de dochter van Re. In het Middenrijk werd ze godin in de triade van Elephantine, waar ze de rol speelde van kind. Anoekis werd vereerd samen met Chnoem en Satet in Elephantine en Aswan. In het zuiden van Egypte stond een tempel van de godin op het eiland Seheil. Ze werd vereerd in Neder-Nubië samen met andere goden. Verschillende mensen droegen namen die het woord 'Anoekis' bevatten.

## Festival
Anoeket had haar eigen festival dat begon als de Nijl begon te rijzen. Dan gooiden de mensen munten, goud en juwelen in de rivier. Dit als dank voor het leven dat de rivier hen schonk. Er gold een taboe op het eten van bepaald soort vis die als heilig werd beschouwd.
Bij het festival van de overstroming zongen de Egyptenaren haar toe:

Gij zijt de brenger van voedsel, Gij zijt de Almachtige van vlees en drank, Gij zijt de schepper van al het goede. Gij vult de warenhuizen, gij hoopt de graanschuren hoog op met graan, en gij zorgt voor de armen en behoeftigen.

## Rol
Het is moeilijk om vast te stellen wat haar rol was. Ze was meer de moeder van de koning maar kon ook een oorlogsgodin zijn als ze werd geassocieerd met Hathor. In de tijd van de Ptolemaeën werd Anoeket de godin van de vruchtbaarheid genoemd. Dit kwam doordat ze vruchtbaarheid gaf in de vorm van de Nijl.

## Betekenis van de naam
De naam is moeilijk te interpreteren, maar zou iets met omarming hebben te maken. Dit zou dan zowel een moederlijke omhelzing als een dodelijke wurging kunnen zijn. Die dubbele betekenis zou eventueel op het dubbel karakter van Hathor kunnen wijzen, met wie zij werd gelijkgesteld in Thebe. Anoekis werd alleszins een mythische moederlijke rol toebedeeld ten aanzien van de farao en kreeg soms ook "Moeder van de Farao" als epitheton. Soms wordt zij ook de farao zogend afgebeeld zoals in de kleine Nubische tempel van Beit el-Wali.
De Grieken associeerden Anoeket met hun godin van de huiselijke haard Hestia.
Zij werd De Aangrijpende, Omhelzende of Omvattende genoemd. Haar symbool was de kauri, altijd al het embleem voor de vrouwelijke genitaliën.
Zoals de Indiase Kali Ma had Anoeket vier armen, ten teken van eenheid tussen het mannelijke en het vrouwelijke principe. Zij werd De Ene genoemd. Zij had 'zichzelf ontvangen en voortgebracht', en had als maagd gebleven moeder de zonnegod voortgebracht.
Aker · Amaoenet · Ammit · Amenhotep, zoon van Hapoe · Amon · Amon-Re · Amset · Anat · Andjeti · Anhoer · Anubis · Anoeket · Apedemak · Apepi · Apis · Arensnuphis · Astarte · Atoem · Aton · Baäl · Baälat · Bat · Banebdjedet · Bastet · Benben · Benoe · Bes · Buchis · Chentiamentioe · Chepri · Chons · Doeamoetef · Geb · Hapy (Nijlgod) · Hapy (zoon van Horus) · Harmachis · Harpocrates · Hathor · Hatmehyt · Heh en Hehet · Heka · Heket · Herisjef · Hesat · Horus · Hoe · Iaret · Imhotep · Ishtar · Isis · Isis-Sothis · Kebehsenoef · Kek · Chnoem · Maät · Mandulis · Mentoe · Meretseger · Mesechenet · Min · Miysis · Mnevis · Moet · Naoenet · Nechbet · Nechen en Pe · Nefertem · Neith · Nennoe · Nephthys · Noen · Noet · Osiris · Pachet · Ptah · Qetesh · Ra · Renenoetet · Renpit · Resjef · Satet · Sechmet · Selket · Serapis · Sesjat · Seth · Sjoe · Sobek · Sokaris · Sopdet · Ta-Bitjet · Tabh · Tatenen · Taweret · Tefnoet · Thoth · Wadjet · Wepwawet · Werethekaoe ·